# 東京都高等学校の廃校一覧
東京都高等学校の廃校一覧（とうきょうとこうとうがっこうのはいこういちらん）は、東京都内の廃校になった高等学校の一覧。対象となるのは、学制改革（1948年）以降に廃校となった高等学校、および分校である。学校名は廃校当時のもの。廃校時に高等学校が所在していた自治体がその後合併により消滅している場合は、現行の自治体に含める。また現在休校中の都内の高等学校（分校）も、その多くは実質上廃校となっているため参考として記載する。小学校や中学校と異なり、生徒が在学中に在籍校が変更となることはほとんどなく、新設校が開校する年と旧校が閉校となる年は異なることが多い。また、統合した場合でも片方の高等学校が旧校の生徒が卒業するまで存続扱いとなる場合もある。

## 国立高等学校
- 東京大学教育学部附属高等学校（2000年東京大学教育学部附属中学校と統合し東京大学教育学部附属中等教育学校へ）[1]
- 東京学芸大学附属高等学校大泉校舎（2007年東京学芸大学附属大泉中学校と統合し東京学芸大学附属国際中等教育学校へ）[2]

## 公立高等学校

### 特別区

#### 千代田区
- 東京都立今川高等学校（1950年神田高と統合し東京都立一橋高等学校へ）[注釈 1]
- 東京都立神田高等学校（1950年今川高と統合し一橋高へ）[注釈 2]
- 東京都立上野高等学校一橋分校（2006年）[注釈 3]
- 東京都立小石川高等学校一橋分校（2008年）[注釈 4]
- 東京都立九段高等学校（2008年千代田区立九段中等教育学校に校舎[4]、一橋高に証明書発行手続きを継承[5]）

#### 中央区
- 東京都立紅葉川高等学校中央校舎（1994年）[6]
- 東京都立京橋高等学校（1996年京橋商業高と統合し東京都立晴海総合高等学校へ）[7]
- 東京都立京橋商業高等学校（1996年京橋高と統合し晴海総合高へ）[7]
- 東京都立墨田工業高等学校月島分校（2004年）[8]

#### 港区
- 東京都立城南高等学校（2005年同校全日制課程と日比谷高校・三田高校・芝商業高校・青山高校・第一商業高校の各定時制課程と統合し、城南高校跡地に、昼夜間定時制（3部制）総合学科の東京都立六本木高等学校を設置）[9]
- 東京都立港工業高等学校（2004年羽田高・羽田工業高の各定時制課程と統合し東京都立六郷工科高等学校〈いずれも大田区〉へ）[10]
- 東京都立赤坂高等学校（2009年市ヶ谷商業高と統合し大田区の南高跡地に進学型商業高校の東京都立大田桜台高等学校を設置）[11]

#### 新宿区
- 東京都立赤城台高等学校（1991年廃校となり東京都立国際高等学校が証明書発行手続きを継承[12]、跡地に東京都立新宿山吹高等学校を設置）
- 東京都立小石川工業高等学校（2008年閉校[13]、世田谷工業高と統合し世田谷工業高跡地に東京都立総合工科高等学校を設置）
- 東京都立市ヶ谷商業高等学校（2009年赤坂高と統合し大田区の南高跡地に大田桜台高を設置）[11]

#### 台東区
- 東京都立上野忍岡高等学校（2006年東京都立忍岡高等学校へ統合）[14]
- 東京都立台東商業高等学校（2006年同校全日制・定時制課程と上野高校・両国高校・墨田川高校・小松川高校・小岩高校の各定時制課程と統合し、台東商業高跡地に、昼夜間定時制（3部制）普通科の東京都立浅草高等学校を設置）[注釈 5]

#### 墨田区
- 東京都立墨田川高等学校小梅分校（1950年）[15]
- 東京都立墨田川高等学校堤校舎（2003年）[16]
- 東京都立向島工業高等学校（2007年向島商業高と統合し向島工業高跡地に東京都立橘高等学校を設置。2010年閉校）[17]
- 東京都立向島商業高等学校（2007年向島工業高と統合し向島工業高跡地に橘高を設置。2010年閉校）[17]

#### 文京区
- 東京都立小石川高等学校（2006年中高一貫化・東京都立小石川中等教育学校を設置）[18]

#### 江東区
- 東京都立江東工業高等学校（2001年化学工業高と統合し江東工業高跡地に東京都立科学技術高等学校を設置）[19]
- 東京都立化学工業高等学校（2001年江東工業高と統合し江東工業高跡地に科学技術高を設置[19]。化学工業高跡地は、深川高校・東高校・深川商業高校の各定時制課程と統合した、昼夜間定時制（3部制）総合学科の東京都立大江戸高等学校を設置[20]）
- 東京都立深川商業高等学校 （2004年東京都立東高、深川高の各定時制課程と統合し、化学工業高の跡地に大江戸高を設置）[20]

#### 目黒区
- 東京都立大学附属高等学校（2006年中高一貫化・東京都立桜修館中等教育学校を設置、2011年閉校）[21]
- 東京都立芸術高等学校（2012年）[22]

#### 大田区
- 東京都立雪谷高等学校糀谷分校（1967年）[23]
- 東京都立羽田高等学校（2002年全日制課程は羽田工業高校と統合し東京都立つばさ総合高等学校へ[24]、定時制課程は六郷工科高へ[10]）
- 東京都立羽田工業高等学校（2002年全日制課程は羽田高と統合しつばさ総合高へ[24]、定時制課程は六郷工科高へ[10]）
- 東京都立大森東高等学校（2005年南高と統合し、旧大森東高の校舎を改装して、単位制普通科の東京都立美原高等学校を設置）[25]
- 東京都立南高等学校（2005年大森東高と統合し、旧大森東高の校舎を改装して、単位制普通科の美原高を設置[25]。跡地には大田桜台高が移転）
- 東京都立鮫洲工業高等学校（2007年六郷工科高へ統合）[10]

#### 世田谷区
- 東京都立烏山工業高等学校（2002年明正高定時制課程・渋谷区の代々木高と統合し東京都立世田谷泉高等学校へ）[26]
- 東京都立千歳高等学校（2002年明正高と統合し東京都立芦花高等学校へ）[27]
- 東京都立明正高等学校（2002年全日制課程は千歳高と統合し芦花高へ[27]、定時制課程は烏山工業高・代々木高と統合し世田谷泉高へ[26]）
- 東京都立玉川高等学校（2008年砧工業高と統合し砧工業高跡地に総合学科の東京都立世田谷総合高等学校を設置）[28]
- 東京都立砧工業高等学校（2008年玉川高と統合し砧工業高跡地に総合学科の世田谷総合高を設置）[28]
- 東京都立世田谷工業高等学校（2009年閉校[13]、小石川工業高と統合し世田谷工業高跡地に総合工科高を設置）

#### 渋谷区
- 東京都立代々木高等学校（2004年明正高定時制課程・烏山工業高と統合し世田谷泉高〈いずれも世田谷区〉へ）[26]

#### 中野区
- 東京都立四谷商業高等学校（2007年同校全日制・定時制課程と鷺宮高校・石神井高校・大泉高校・第四商業高校の各定時制課程と統合し、四谷商業高跡地に、昼夜間定時制（3部制）総合学科の東京都立稔ヶ丘高等学校を設置[29]。2010年閉校）

#### 杉並区
- 東京都立桜水商業高等学校（2004年永福高と統合し、桜水商業高跡地に、総合学科の東京都立杉並総合高等学校を設置）[30]
- 東京都立永福高等学校（2004年桜水商業高と統合し杉並総合高へ）[30]

#### 豊島区
- 東京都立牛込商業高等学校（2004年北区の池袋商業高と統合し、牛込商業高跡地に、進学型商業高校の東京都立千早高等学校を設置）[31]

#### 北区
- 東京都立北高等学校（1997年廃校。1996年跡地に単位制普通科の東京都立飛鳥高等学校を設置[32]）
- 東京都立城北高等学校（1999年同校全日制・定時制課程と北園高校・赤羽商業高校・池袋商業高校の各定時制課程と統合し、城北高校跡地に、昼夜間定時制（3部制）総合学科の東京都立桐ケ丘高等学校を設置）[33]
- 東京都立王子工業高等学校（2009年3月閉校後、2011年4月総合学科の東京都立王子総合高等学校へ改編）[34]
- 東京都立池袋商業高等学校（2004年豊島区の牛込商業高と統合し千早高へ[31]）池袋商業高跡地はフランス政府に売却され、東京国際フランス学園となる
- 東京都立赤羽商業高等学校（2020年閉校後、2021年東京都立赤羽北桜高等学校へ改編）[35]

#### 板橋区
- 東京都立北野高等学校（2006年志村高と統合し、北野高跡地に、単位制普通科の東京都立板橋有徳高等学校を設置）[注釈 6]
- 東京都立志村高等学校（2006年北野高と統合し、2007年北野高跡地に、単位制普通科の板橋有徳高を設置）[注釈 7]

#### 練馬区
- 東京都立大泉北高等学校（2005年大泉学園高と統合し、大泉北高跡地に、単位制普通科の東京都立大泉桜高等学校を設置）[36]
- 東京都立大泉学園高等学校（2005年大泉北高と統合し大泉桜高へ）[36]

#### 足立区
- 東京都立江北高等学校蒲原分校（1951年）[37]
- 東京都立荒川商業高等学校（2022年閉校後、2022年東京都立小台橋高等学校へ改編）[38]

#### 葛飾区
- 東京都立水元高等学校（2007年東京都立本所工業高等学校全日制課程と統合し、東京都立葛飾総合高等学校へ、本所工業高は定時制課程のみに[39]）

### 八王子市
- 東京都立館高等学校（2004年八王子高陵高と統合し東京都立翔陽高等学校を設置）[40]
- 東京都立八王子高陵高等学校（2004年館高と統合し翔陽高を設置））[40]
- 東京都立第二商業高等学校（2007年全日制課程は同校と八王子工業高全日制課程と統合し、八王子工業高跡地に東京都立八王子桑志高等学校を設置。定時制課程は同校と南多摩高校・富士森高校・八王子工業高校の各定時制課程と統合し、第二商業高校跡地に、昼夜間定時制（3部制）普通科の東京都立八王子拓真高等学校を設置。2010年閉校[41]）
- 東京都立八王子工業高等学校（2007年第二商業高と統合し、八王子工業高校跡地に八王子桑志高を設置。2010年閉校[42]）
- 東京都立南多摩高等学校（2010年中高一貫化・東京都立南多摩中等教育学校を設置。2015年閉校）[43]

### 三鷹市
- 東京都立三鷹高等学校（2015年中高一貫化・東京都立三鷹中等教育学校を設置。2015年閉校）[44]

### 立川市
- 東京都立北多摩高等学校（2008年中高一貫化・東京都立立川国際中等教育学校を設置[45]。2013年閉校）

### 青梅市
- 東京都立青梅東高等学校（2006年農林高と統合し、農林高跡地に、総合学科の東京都立青梅総合高等学校を設置。東京都立青梅東高等学校跡地には東京都立青峰学園を設置）[46]
- 東京都立農林高等学校（2007年青梅東高全日制課程と統合し、農林高跡地に、総合学科の青梅総合高校を設置[46]。2009年定時制課程も閉課により閉校）

### 清瀬市
- 東京都立清瀬東高等学校（2007年久留米高全日制課程と統合し、久留米高跡地に、総合学科の東京都立東久留米総合高等学校を設置）[注釈 8]

### 東久留米市
- 東京都立久留米高等学校（2007年清瀬東高と統合し、久留米高跡地に、総合学科の東久留米総合高を設置。2010年定時制閉課により閉校）[注釈 9]

### 武蔵村山市
- 東京都立武蔵村山東高等学校（2004年東京都立砂川高等学校全日制[注釈 10]と統合し東京都立上水高等学校へ。校地は上水高へ継承）[47]

### 多摩市
- 東京都立南野高等学校（2005年閉校[48]、稲城高と統合し、稲城高跡地に、総合学科の東京都立若葉総合高等学校を設置）

### 稲城市
- 東京都立稲城高等学校（2004年閉校[48]、2005年南野高と統合し、稲城高跡地に、総合学科の若葉総合高を設置）

### 町田市
- 東京都立忠生高等学校（2009年廃校[49]。2010年跡地に東京都立町田総合高等学校を設置）

### あきる野市
- 東京都立秋川高等学校（2001年）[50]

### 奥多摩町
- 東京都立多摩高等学校奥多摩分校（2001年）[51]

## 私立高等学校

### 特別区

#### 千代田区
- 明治大学付属明治第二高等学校（1951年授業停止）[52]

#### 中央区
- 中央高等学校（1985年廃校、姉妹校の中央商業高等学校は1998年に中央学院大学中央高等学校へ改称し、2001年江東区に移転）[53]

#### 港区
- 芝浦高等学校→芝浦工業大学工業高等学校→芝浦工業大学付属第一高等学校（1984年廃校、芝浦高の普通科は芝浦工業大学高等学校に移管の上で現存）
- 高輪商業高等学校（1955年11月高輪高等学校から独立、1990年廃校）[54]
- 正則第二高等学校（夜間定時制）

#### 新宿区
- 順天商業高等学校→弥久茂高等学校→高田高等学校（休校開始時期不詳）[55]
- 専修高等学校（専修大学併設の専修実業学校→専修商業学校が前身）
- 武田裁縫高等学校
- 早稲田大学工業高等学校（夜間定時制、1964年早稲田大学産業技術専修学校を経て早稲田大学芸術学校として現存）[56]
- 早稲田実業学校第二高等部（夜間定時制、1963年廃止。最高学年は卒業、それ以外は転校）[注釈 11]

#### 墨田区
- 安田商業高等学校（1965年安田学園高等学校へ統合）[注釈 12]
- 安田工業高等学校（同上））[注釈 13]

#### 文京区
- 印刷工芸高等学校（共同印刷の企業内高等学校・1978年専門学校の日本プリンティングアカデミーへ組織変更）[57]
- 錦秋高等学校（区画整理事業の影響で1974年休校）[注釈 14]

#### 江東区
- 石川島工業高等学校（石川島播磨重工業の企業内高等学校、1977年廃校）

#### 江戸川区
- 東京学園高等学校（廃校の後に青蘭学院に併合）

#### 品川区
- 攻玉社商業高等学校（全日制と定時制を併置。1974年休校。1985年正式に廃止）
- 攻玉社工業高等学校（定時制。1965年休校。1979年正式に廃止）

#### 目黒区
- 慈恵高等学校（東京慈恵会医科大学の附属校、1954年廃校）[59]
- 洗足学園第一高等学校（2008年）[60]
- 東京学園高等学校（2018年）[注釈 15][61]

#### 大田区
- 立華女子高等学校[62]（廃校時期不詳）
- 立正学園石川台高等学校[注釈 16]

#### 世田谷区
- 錦櫻学園高等学校
- 日本女子高等学校（帝国女子専門学校の姉妹校だった日本高等女学校の後身、1955年廃校）
- 正和高等学校→東横学園用賀高等学校（1957年）
- 青葉学園高等学校（1988年）

#### 渋谷区
- 東京主計高等学校→東京第一高等学校（1956年、学校法人國學院大學に吸収され、國學院高等学校と合併）[注釈 17]
- 國學院第二高等学校（東京第一高等学校第二部が前身の夜間定時制、1965年に募集停止後、1996年に正式に廃止）

#### 中野区
- 桃園高等学校
- 国際高等学校→中野電波高等学校（1974年）[63]

#### 杉並区
- 敷島女子高等学校[注釈 18]（1949年日本大学第二高等学校に吸収合併・同校女子部に改組、現在は男女別学制は撤廃）
- 杉並女子高等学校（敷地と建物は杉並区に寄附・跡地に東京都立杉並高等学校開校）
- 済美高等学校[注釈 19]（1950年閉校、跡地は杉並区立済美養護学校に）
- 光生学園高等学校（1963年日本大学鶴ヶ丘高等学校に吸収合併）[注釈 20]
- 高千穂高等学校（1973年休校。1990年正式に廃校）
- 育英工業高等学校（育英工業高等専門学校開校に伴い1965年に廃校、2005年町田市に移転してサレジオ工業高等専門学校）[64]

#### 豊島区
- 大正大学高等学校（1993年）[65]
- 巣鴨商業高等学校（2002年休校）

#### 北区
- 明照高等学校
- 城北女子高等学校
- 昌平高等学校（1969年）[66]
- 京北学園白山高等学校（2012年）

#### 荒川区
- 聖橋高等学校（1971年）[67]

#### 板橋区
- 帝都女学園高等学校（1951年廃校。跡地は板橋区立常盤台小学校に）[68]
- 太平洋高等学校（豊昭学園が吸収合併）

#### 練馬区
- 向南高等学校（1953年・併設の日本美術学校（日本美術専門学校）は佐藤栄学園への移管を経て2017年に閉校）
- 国華高等学校（1966年休校）
- 智山高等学校（跡地には早稲田大学高等学院が移転）
- 練真高等学校（1955年）
- 日本大学江古田高等学校（1970年休校、1976年廃校）[69]

#### 足立区
- スタンダード高等学校（1979年廃校、スタンダード靴の企業内高等学校・全国でもここだけの製靴工業科が存在した）

### 三鷹市
- 明泉学園高等学校（明泉学園は後に町田市で鶴川女子高等学校を開校）

### 武蔵野市
- 武蔵境高等学校（定時制・日本獣医畜産大学の系列校、1955年募集停止、1967年に正式に廃止）
- 大東文化大学盈進高等学校（1986年埼玉県入間市の東野高等学校へ統合）[注釈 21]

### 府中市
- 赤松女子高等学校（1960年府中市に移管され府中市立赤松高等学校、1961年東京都に移管され東京都立府中高等学校へ）[70][注釈 22]

### 町田市
- 玉川学園富士高等学校（通信制・実質矢崎総業の企業内高等学校。1973年休校・1995年廃校）[71]

### 八丈町
- 明治大学付属八丈島高等学校（1955年廃校[52]。校舎は東京都立八丈高等学校へ譲渡）